# Richard Travis
Richard Travis (* 17. April 1913 in Carlsbad, New Mexico als William Benton Justice; † 11. Juli 1989 in Pacific Palisades, Kalifornien) war ein US-amerikanischer Schauspieler.

## Leben
William Benton Justice, der Sohn von William und Ella (geb. Spain) Justice, wurde in Carlsbad, New Mexico, geboren und wuchs in Paragould, Arkansas, auf.  Sein Vater besaß und betrieb einen Marmorsteinbruch in Paragould.
Travis war Radiosprecher und Sportreporter, bevor er Schauspieler wurde. Travis begann seine Hollywood-Karriere um 1940 mit kleineren Rollen in Actionfilmen. Seine erste bedeutende Filmrolle hatte er 1942 als Filmpartner von Bette Davis in der Komödie Der Mann, der zum Essen kam. In den zwei folgenden Jahren hatte der hochgewachsene, dunkelhaarige Schauspieler weitere Hauptrollen (u. a. Busses Roar) sowie größere Nebenrollen (u. a. Der große Gangster, Botschafter in Moskau), vor allem bei Warner Brothers.
Während des Krieges war er bei der United States Army Air Forces, dort spielte er in dem Theaterstück Winged Victory und dessen Verfilmung 1944. Als er nach drei Jahren kriegsbedingter Pause im Jahr 1947 in das Filmgeschäft zurückkehrte, fanden sich für ihn nur noch wenige gehaltvolle Filmrollen. Unter anderem spielte er neben Jean Rogers die Hauptrolle in dem Film noir Backlash. Ab den frühen 1950er Jahren war Travis in vielen Fernsehrollen aktiv. Insgesamt umfasst sein filmisches Schaffen rund 85 Film- und Fernsehproduktionen bis zum Jahr 1966, als er in Cyborg 2087 seine letzte kleine Filmrolle hatte.
Travis zog sich von der Schauspielerei zurück, um unter seinem Geburtsnamen eine Karriere im kalifornischen Immobiliengeschäft zu verfolgen. Er gründete die William Justice Company und wurde Mitglied des Beverly Hills Realty Board.

## Filmografie
- 1940: King of the Royal Mounted
- 1940: The Green Hornet Strikes Again!
- 1941: Riders of Death Valley
- 1941: Die Braut kam per Nachnahme (The Bride Came C.O.D.)
- 1941: Dive Bomber
- 1941: International Squadron
- 1941: Navy Blues
- 1941: The Tanks Are Coming
- 1942: Der Mann, der zum Essen kam (The Man Who Came to Dinner)
- 1942: Der große Gangster (The Big Shot)
- 1942: The Postman Didn’t Ring
- 1942: Escape from Crime
- 1942: Busses Roar
- 1943: Truck Busters
- 1943: Botschafter in Moskau (Mission to Moscow)
- 1943: Spy Train
- 1944: The Last Ride
- 1944: Winged Victory
- 1947: Backlash
- 1947: Jewels of Brandenburg
- 1947: Big Town After Dark
- 1948: Speed to Spare
- 1948: Waterfront at Midnight
- 1948: The Babe Ruth Story
- 1948: Out of the Storm
- 1949: Alaska Patrol
- 1949: Sky Liner
- 1949: Roots in the Soil
- 1950: Operation Haylift
- 1950: Motor Patrol
- 1950: Einsame Herzen (Lonely Heart Bandits)
- 1950: One Too Many
- 1950: Charlie’s Haunt
- 1951: Fingerprints Don’t Lie
- 1951: Mask of the Dragon
- 1951: Danger Zone
- 1951: Roaring City
- 1951: Pier 23
- 1951: Die Faust der Vergeltung (Passage West)
- 1953: Mesa of Lost Women
- 1955: König der Schauspieler (Prince of Players)
- 1955: An Annapolis Story
- 1955: City of Shadows
- 1955: The Gun That Won the West
- 1955: The Girl in the Red Velvet Swing
- 1956: Women Without Men
- 1957: Code 3
- 1957: Official Detective
- 1958: Bestie des Grauens (Missile to the Moon)
- 1966: Cyborg 2087